# Acanthacaca
Genre
Acanthacaca est un genre d'opilions laniatores de la famille des Assamiidae.

## Distribution
Les espèces de ce genre se rencontrent au Congo-Kinshasa et en Tanzanie.

## Liste des espèces
Selon World Catalogue of Opiliones (31/05/2021) :
- Acanthacaca katumbea Roewer, 1961
- Acanthacaca upembensis Roewer, 1952

## Publication originale
- Roewer, 1952 : « Solifuga, Opiliones, Pedipalpi und Scorpiones (Arachnoidea). » Exploration du Parc National de l'Upemba. Mission G. F. de Witte, Institut des Parcs Nationaux du Congo Belge, Bruxelles, vol. 5, p. 1–36 (texte intégral).